# موسون (حکیم)
میسون (به یونانی: Μύσων) (سدهٔ ششم پ. م) فرزند استرئومون از اهالی «خِن»، روستایی واقع در لاکونیا بود. افلاطون در پروتاگوراس میسون را به‌جایِ پریاندر، جزو فرزانگان هفتگانه ذکر کرده‌است.
گفته می‌شود که آناخارسیس از کاهنان معبد دلفی پرسید: آیا از من حکیم‌تر کسی هست؟» و کاهنان به او پاسخ دادند:
«میسون اهل خِن در اُتیا، این است فردی که به واسطهٔ خردمندی از تو پیشی جسته است.»
دیوگنس لائرتیوس نقل می‌کند، زمانی که آناخارسیس با میسون دیدار کرد، فصل تابستان بود و وی را در حالی که داشت تیغه‌ای را در خیش قرار می‌داد یافت. وقتی آناخارسیس به میسون گفت: «میسون اینک فصلِ شخم زدن نیست»، میسون به وی پاسخ داد: «پس هم‌اکنون، هنگامِ تعمیر کردن آن است».
او را شخصی انسان‌گریز دانسته‌اند و نقل کرده‌اند، زمانی وی را تنها دیده‌اند که با خود می‌خندید. هنگامی که علتِ خنده‌اش را، آن هم زمانی که هیچ انسانی آن‌جا نیست، از وی جویا شده‌اند، پاسخ داده: «دقیقاً به همین علت».
میسون واقعیات را در پرتوی استدلال مورد بررسی قرار نمی‌داد، و می‌گفت: «واقعیات را کنار هم قرار نمی‌دهند تا مطابق با استدلال شوند، بلکه استدلالات را طوری تنظیم می‌کنند تا مطابقِ واقعیات باشند».